# Jørgen Knudsen (Zoologe)
Jørgen Knudsen (* 6. März 1918 in Børkop, Vejle Kommune; † 7. Oktober 2009) war ein dänischer Malakologe.

## Leben
Knudsens Vater war Arzt und seine Mutter Krankenschwester. 1937 kam er an die Universität Kopenhagen und 1941 erhielt er eine studentische Anstellung im Zoologischen Museum der Universität, um die Weichtiere zu sortieren, die von Ole Theodor Jensen Mortensen (1868–1952) auf der ganzen Welt gesammelt wurden. Aus diesem Material veröffentlichte Knudsen im Jahr 1944 seine erste Arbeit über die neue Art Jousseaumiella concharum aus der Familie Galeommatidae, die im Kommensalismus mit einem Brückentier (Gephyrea) und einem Vielborster (Polychaeta) in leeren Gehäusen von Mitraschnecken lebt. 
Knudsen erlangte im Januar 1945 den Master of Arts, und im Sommer 1945 nach dem Zweiten Weltkrieg wurde er von Viggo Jarl, einem wohlhabenden Geschäftsmann, auf dessen Yacht, der „Atlantide“, auf eine wissenschaftliche Expedition eingeladen. Diese verließ Kopenhagen im Oktober 1945 und verbrachte zehn Monate auf See. Die Reise ging zuerst nach Plymouth in England und dann nach Westafrika, weiter südlich nach Angola und auf dem Rückweg in Richtung Westen zu den Azoren. Nach seiner Rückkehr im Juni 1946 erhielt Knudsen einen Posten an der Königlichen Veterinär- und Landwirtschaftsuniversität in Kopenhagen, und 1947 arbeitete er in den Laboratorien der Dansk Biologisk Station in Charlottenlund. 1950 hatte er die Absicht, an der dänischen Galathea-Tiefseeexpedition unter der Leitung von Anton Frederik Bruun (1901–1961) mitzuwirken. Seine Teilnahme wurde jedoch vom dänischen Ministerium für Landwirtschaft und Fischerei abgelehnt. Erst in den 1960er Jahren erhielt Knudsen die Gelegenheit, das reichhaltige Mollusken-Material, das bis 1952 auf der Expedition gesammelt wurde, zu studieren. Hierüber entstanden vier wissenschaftliche Arbeiten, 1961 über die Bohrmuschelgattung Xylophaga, 1964 über die Kahnfüßer und Schnecken der Tiefsee sowie 1969 und 1970 ein zweiteiliges Werk über die Muscheln der Tiefsee. 1957 verließ er die biologische Station und wurde Lehrer sowie Kurator am Zoologischen Museum Kopenhagen. Er wurde Nachfolger von Gunnar Thorson (1906–1971), der damit beschäftigt war, das meeresbiologische Labor der Universität in Helsingør aufzubauen. 1959 nahm er für etwa sechs Monate an einem Forschungsprojekt am Meereslabor in Nha Trang in Vietnam teil, das von der UNESCO finanziert wurde. Dort hatte er die Gelegenheit, an der NAGA-Expedition teilzunehmen, die von Bangkok aus startete, um die Gewässer des Golfs von Thailand zu erforschen. 1964 lehrte er Meeresbiologie für asiatische Studenten an der Universität Kopenhagen. 1970 wurde Knudsen für sein wissenschaftliches Gesamtwerk zum Doctor of Science an der Universität Kopenhagen promoviert.
Knudsen beschrieb rund 200 neue Mollusken-Arten. 1957 verfasste er eine der ersten wissenschaftlichen Ausführungen über die Anatomie eines ausgewachsenen männlichen Riesenkalmars, der vor der Küste Dänemarks gestrandet war. Weitere Veröffentlichungen waren über die Vorderkiemerschnecken und Muscheln, die während der John-Murray-Expedition im Indischen Ozean (1933–1934) gesammelt wurden.

## Dedikationsnamen
1983 benannte William Adam die Kopffüßer-Art Sepiola knudseni nach Knudsen.